# Quiangan
Quiangan (en filipino: Kiangan) es un municipio filipino de cuarta categoría perteneciente a  la provincia de Ifugao en la Región Administrativa de La Cordillera, también denominada Región CAR.

## Geografía
Tiene una extensión superficial de 200.00 km² y según el censo del 2007, contaba con una población de 15.448 habitantes y 2.692 hogares; 15.837 habitantes el día primero de mayo de 2010

### Barangayes
Kiangan se divide administrativamente en 14  barangayes o barrios, todos  de  carácter rural, excepto la Población, urbana.
| - Ambabag - Baguinge - Bolog | - Bokiawan - Dalligan - Duit | - Hucab - Julongan - Lingay | - Mungayang - Nagacadan - Pindongan | - Población - Tuplac |

## Historia
En el año de  1959, los barrios de Lamut, Mabatobato, Lawig, Panopdopan, Magulon, Peiza, Payawan, Nayon, Halog, Pulaan, Dilan, Pangka, Hapid, Bulao, Allupapan, Pugol y Salamagui, se segregan para formar el nuevo municipio de Lamut.

## Patrimonio de la Humanidad

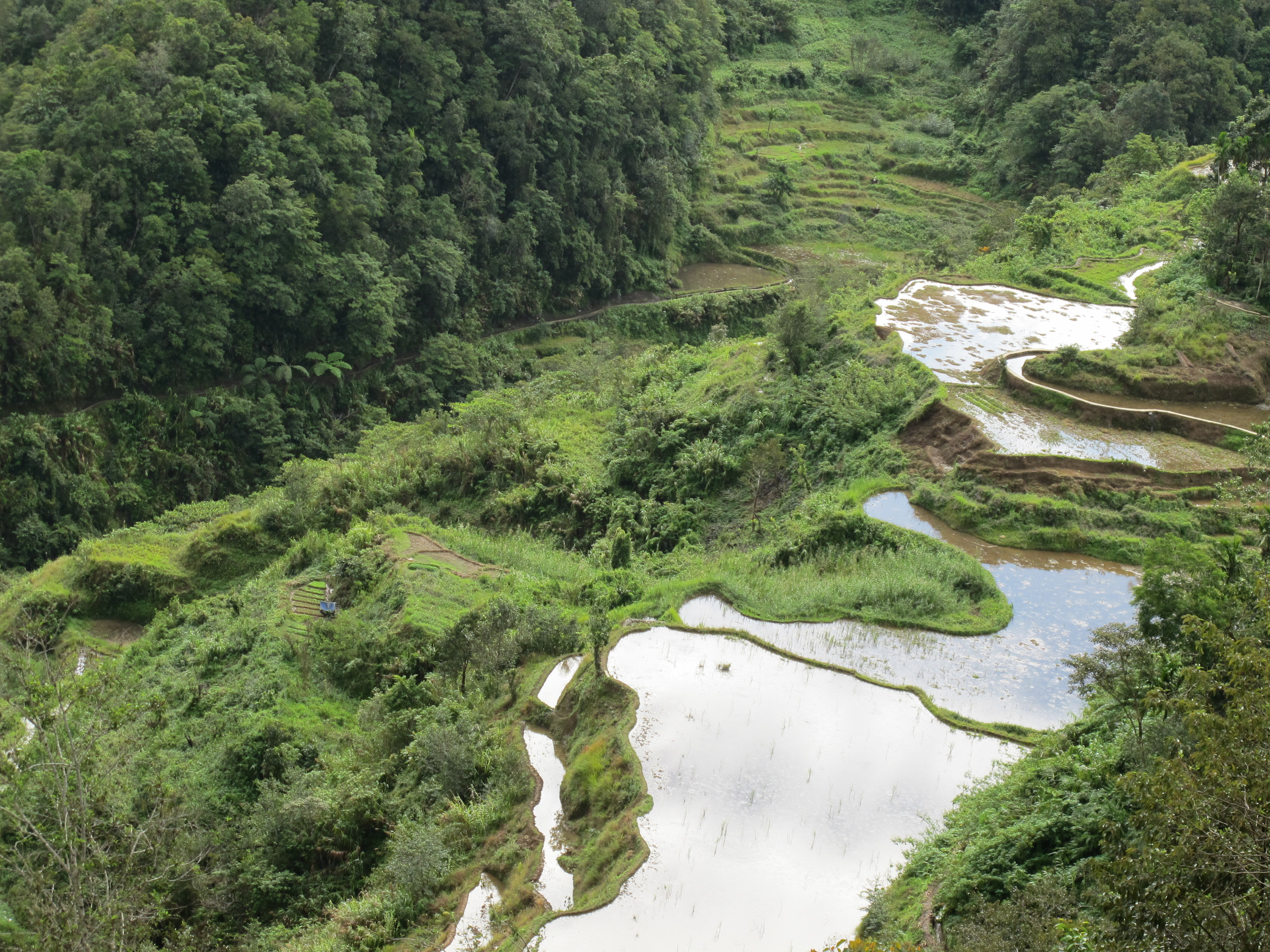
Arrozales en bancales.

Los Arrozales en terrazas de las cordilleras de Filipinas son Patrimonio de la Humanidad.